# 比约格·兰布雷希特
比约格·兰布雷希特（德語：Bjorg Lambrecht，1997年4月2日—2019年8月5日）是比利时职业自行车赛骑手，隶属于UCI世界车队乐透-速的奥。2018年8月，他名列2018年环西班牙自行车赛首发名单。2019年8月5日，比约格·兰布雷希特在2019年环波兰自行车赛第三赛段比赛中因摔车坠入水泥涵洞，后送医不治。

## 生平

### 早年生活
比约格·兰布雷希特出生于比利时的克内瑟拉勒，这是一个位于布吕赫和根特之间的地方。比约格的父母是库尔特（Kurt）和安吉（Anje），同时他还有个妹妹名叫布里特（Britt）。

### 职业生涯
2015年，比约格·兰布雷希特就获得了比利时全国公路自行车锦标赛青少年组的全国冠军。
2016年，兰布雷希特在环利萨德自行车赛中令人惊讶地获得了开赛路段的分赛段冠军。但是在最后赛段时，由于工作人员的疏忽导致兰布雷希特走错了方向。好在赛事组织方认识到了这个错误并进行了纠正，因此比约格·兰布雷希成继杨尼克·埃森（2010年）和路易斯·维尔瓦克（2014年）之后，第三个获得该赛事总冠军的比利时人。两周后，他又在普里斯尼茨水疗中心自行车大奖赛上赢得了最后一个赛段的分赛段冠军。
2017年年初，比约格·兰布雷希特在列日–巴斯托涅–列日U23自行车赛的冲刺赛中击败了他的三名队友，赢得了该项赛事的冠军。同年稍晚的时候，兰布雷希特又获得了阿德纳斯之箭自行车赛第五名；在环利萨德自行车赛获得了总成绩第二和第三赛段分赛段冠军；在汝拉自行车赛获得第八名；以及在普里斯尼茨水疗中心自行车大奖赛获得了总成绩第一及冲刺王头衔。同时，他还在萨瓦勃朗峰自行车赛、瓦莱达奥斯塔自行车赛、未来自行车赛等赛事里获得了亚军的好成绩。
2018年，兰布雷希特加入乐透-速的奥车队，正式成为职业选手。2019年，他拿到了他成为职业选手后的迄今最好成绩，瓦隆之箭自行车赛的第四名。同年4月，兰布雷希特与乐透-速的奥车队续约两年。

### 罹难经过
比约格·兰布雷希特在参加2019年环波兰自行车赛第三赛段中，因意外坠车而摔入水泥涵洞。他随即被救护车紧急送往雷布尼克的医院救治，但在手术期间宣布不治。基于对比约格·兰布雷希特的致哀，环波兰自行车赛赛事主办方宣布第四赛段将取消成绩统计。在第四赛段比赛中，由兰布雷希特所属车队乐透-速的奥车队的其余队员领骑所有参赛选手至48公里处，这里是兰布雷希特在第三赛段不幸坠车时的骑行距离，在这里，所有选手停下来为兰布雷希特默哀。

## 主要成绩
| 年     | 赛事                                | 总成绩 | 赛段成绩    | 领骑衫   |
| ------ | ----------------------------------- | ------ | ----------- | -------- |
| 2019年 | 环自由多菲内自行车赛                | —      | —           | “青年王” |
| 2019年 | 瓦隆之箭自行车赛                    | 第四名 | —           | —        |
| 2019年 | 布拉班特之箭自行车赛                | 第五名 | —           | —        |
| 2019年 | 阿姆斯特尔自行车黄金公路赛          | 第六名 | —           | —        |
| 2018年 | 世界U23自行车公路锦标赛             | 銀牌   | —           | —        |
| 2018年 | 峡湾自行车赛                        | 銀牌   | 第3赛段冠军 | “青年王” |
| 2017年 | 普里斯尼茨水疗中心自行车大奖赛      | 金牌   | 第2赛段冠军 | “总分王” |
| 2017年 | 普里斯尼茨水疗中心自行车大奖赛      | 金牌   | 第2赛段冠军 | “冲刺王” |
| 2017年 | 列日–巴斯托涅–列日希望赛            | 金牌   | —           | —        |
| 2017年 | 瓦莱达奥斯塔自行车赛                | 銀牌   | —           | “冲刺王” |
| 2017年 | 环利萨德自行车赛                    | 銀牌   | 第3赛段冠军 | —        |
| 2017年 | 萨瓦勃朗峰自行车赛                  | 銀牌   | —           | —        |
| 2017年 | 未来自行车赛                        | 銀牌   | —           | —        |
| 2017年 | 阿德纳斯之箭自行车赛                | 第五名 | —           | —        |
| 2017年 | 汝拉自行车赛                        | 第八名 | —           | “青年王” |
| 2017年 | 阿登自行车赛                        | 第十名 | —           | —        |
| 2016年 | 环利萨德自行车赛                    | 金牌   | 第1赛段冠军 | “总分王” |
| 2016年 | 环利萨德自行车赛                    | 金牌   | 第1赛段冠军 | “冲刺王” |
| 2016年 | 环利萨德自行车赛                    | 金牌   | 第1赛段冠军 | “青年王” |
| 2016年 | 环利萨德自行车赛                    | 金牌   | 第1赛段冠军 | “爬坡王” |
| 2016年 | 欧洲U23自行车公路锦标赛             | 銀牌   | —           | —        |
| 2016年 | 环伦巴蒂亚青少年自行车赛            | 銅牌   | —           | —        |
| 2016年 | 阿德纳斯之箭自行车赛                | 第四名 | —           | —        |
| 2016年 | 和平杯U23自行车赛                   | 第四名 | 第3赛段冠军 | —        |
| 2016年 | 萨瓦勃朗峰自行车赛                  | 第十名 | —           | —        |
| 2016年 | 瓦莱达奥斯塔自行车赛                | 第十名 | —           | —        |
| 2015年 | 比利时全国青少年公路自行车锦标赛    | 金牌   | —           | —        |
| 2015年 | 阿克塞尔三日赛（Driedaagse van Axel）                  | —      | 第4赛段冠军 | “爬坡王” |
| 2015年 | 奥地利青少年自行车巡回赛（Oberösterreich Juniorenrundfahrt）        | 銀牌   | —           | “爬坡王” |
| 2015年 | 巴顿将军自行车大奖赛（GP Général Patton）            | 銅牌   | —           | “爬坡王” |
| 2015年 | 埃米利奥·帕加内西杯自行车赛（Trofeo Emilio Paganessi）     | 銅牌   | —           | —        |
| 2015年 | 菲利普·基尔伯特杯青少年自行车赛（La Philippe Gilbert Juniors） | 銅牌   | —           | —        |
| 2015年 | 卡尔斯伯格杯自行车赛                | 第四名 | —           | —        |